# Смешанный лес
Сме́шанный лес — лес, характеризующийся смешиванием хвойных и лиственных древесных пород. Как правило, о смешанных лесах принято говорить, когда примесь лиственных или хвойных деревьев составляет более чем 5 % от общего количества.
В местах произрастания смешанных лесов, как правило, тёплое лето и относительно холодная и средняя по продолжительности зима. Годовая сумма атмосферных осадков в этой зоне до 600—700 мм. Коэффициент увлажнения в смешанных лесах обычно немного превышает единицу, но довольно сильно варьирует от года к году. К югу от зоны смешанных лесов находятся широколиственные леса или лесостепи, а с севера — тайга (для северного полушария).
Почвы преобладают дерново-подзолистые и, в Южной Америке, Новой Зеландии и горных лесах Евразии, бурые лесные. Они содержат больше перегноя, чем подзолистые почвы тайги.
Смешанные леса имеют древнее происхождение и в геологическом прошлом были распространены значительно шире.
По сравнению с хвойными и с широколиственными лесами при подходящем сочетании лесообразующих пород смешанные леса обладают более высоким разнообразием животных и растений, устойчивостью к воздействиям среды, продуктивностью.

## Распространение
Смешанные леса образуют зону хвойно-широколиственных лесов — природную зону лесов умеренного пояса.
В Евразии смешанные леса распространены в южной части Скандинавии, на территории Восточно-Европейской равнины (Сарматский смешанный лес), Западно-Сибирской равнины, на Дальнем Востоке, в Карпатах, на Кавказе, в умеренном поясе гор Юго-Восточной Азии. В Северной Америке распространены в Аппалачах, Калифорнии, у Великих озёр. В Южной Америке и в Новой Зеландии зона смешанных лесов преобладает среди лесов умеренного пояса.
Хвойно-мелколиственные леса произрастают в зоне тайги и являются стадией восстановления погибших или вырубленных коренных хвойных насаждений (сосновых, еловых), заменяя производные мелколиственные леса (берёзовые, осиновые).

## Флора
Интенсивность биогеохимических процессов увеличивается от хвойных лесов к широколиственным, соответственно растёт плотность и разнообразие растений и животных.
Для смешанных лесов Европы характерны следующие лесообразующие породы — ель, сосна, дуб, клён, липа, ясень, вяз. В Восточной Европе присутствуют вяз, яблоня; в ярко выраженном ярусе кустарников представлены лещина, жимолость, бересклет бородавчатый, калина. В травяном покрове преимущественно широкотравье и папоротники.
На Кавказе растут ель, пихта, дуб, бук, клён.
На Дальнем Востоке произрастают сосна кедровая, ель аянская, пихта белокорая, пихта цельнолистная, дуб монгольский, ясень маньчжурский, липа крупнолистная, берёза маньчжурская, бархат амурский, орех маньчжурский, различные виды граба. Встречаются лианы — амурский виноград, лимонник, актинидия острая.
В горных смешанных лесах Юго-Восточной Азии широко распространены тис, тсуга, пихта, лиственница, ель, берёза, липа, клён. Густой подлесок образован чубушником, сиренью, аралией, рододендроном.
Смешанные леса Северной Америки характеризуются разнообразием деревьев, из которых основными являются:
- В Аппалачах— клён сахарный, пихта бальзамическая, бук крупнолистный, граб каролинский;
- В Калифорнии— секвойя, тсуга западная, пихта Дугласа, сосна жёлтая, дуб двуцветный;
- В районе Великих озёр — веймутова сосна, ель (в основном на севере), бук, клён, берёза, тсуга, пихта бальзамическая[1].

## Галерея
- Сосново-буковый лес около Марбурга, Германия
- Смешанный лес Среднего Урала
- Осенний смешанный лес (север Италии)
- Смешанный лес в Каталонии (Испания)